# Perasia
Perasia é um gênero de traça pertencente à família Arctiidae.